# Illifaut
Illifaut (bretonisch: Ilifav) ist eine französische Gemeinde mit 688 Einwohnern (Stand 1. Januar 2022) im Département Côtes-d’Armor in der Region Bretagne. Sie gehört zum Arrondissement Saint-Brieuc und zum Kanton Broons. Die Bewohner nennen sich Illifautais(es).

## Geografie
Illifaut liegt etwa 50 Kilometer westlich von Rennes im Süden des Départements Côtes-d’Armor.

## Bevölkerungsentwicklung
| Jahr                       | 1800 | 1806  | 1841 | 1911 | 1921 | 1962 | 1968 | 1975 | 1982 | 1990 | 1999 | 2006 | 2012 |
| Einwohner                  | 903  | 1.051 | 1007 | 1520 | 1293 | 1048 | 960  | 844  | 812  | 757  | 632  | 675  | 696  |
| Quellen: Cassini und INSEE |      |       |      |      |      |      |      |      |      |      |      |      |      |

Die zunehmende Mechanisierung der Landwirtschaft und die hohe Anzahl Gefallener des Ersten Weltkriegs führten zu einem Absinken der Einwohnerzahlen bis auf die Tiefststände in neuerer Zeit. 